# Альтернативна вартість
Альтернат́ивна вáртість (англ. opportunity cost) — альтернативна ціна, кошти когось, хто мусить вибрати з кількох взаємовиключних варіантів.. Альтернативна вартість є ключовим поняттям в економіці, і розглядається як вираження «основного відношення між дефіцитом і вибором». Поняття альтернативної вартості відіграє важливу роль у перевірці чи рідкісні (дефіцитні) ресурси використовуються ефективно. Таким чином, альтернативна вартість не обмежується до грошових або фінансових витрат: реальна вартість втраченої продукції, втрачений час, задоволення або будь-які інші вигоди, які створюють корисність також повинні враховуватися.
Альтернативна вартість завжди існує там, де є вибір. Коли ми обираємо, ми приймаємо один варіант і при цьому відмовляємося від іншого. Отже, альтернативною вартістю обраного варіанту буде вартість варіанту, від якого ми відмовились.

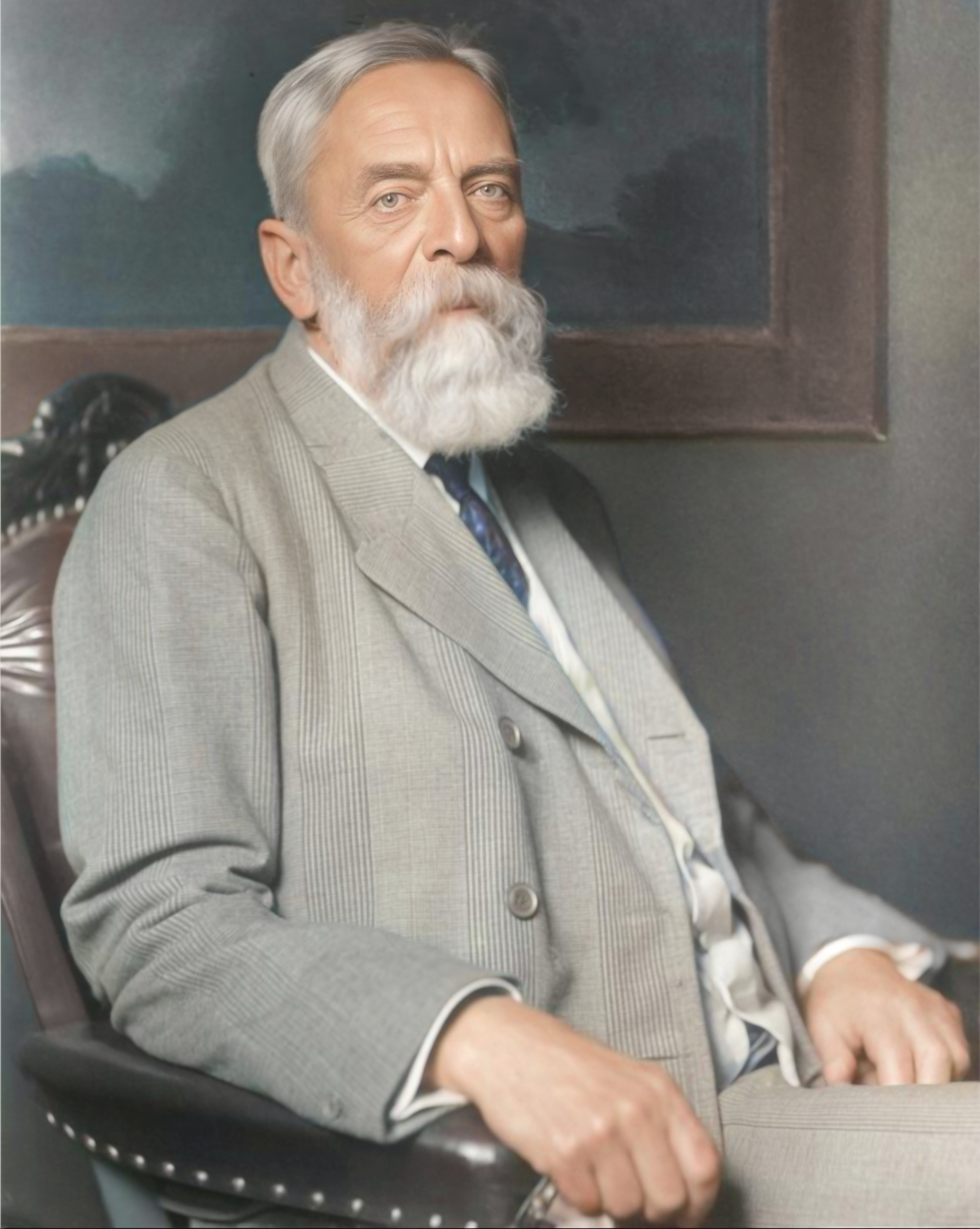
Фрідріх фон Візер

Наприклад, якщо підприємство має власне приміщення, де може або розпочати виробництво якоїсь продукції, або здати його в оренду, то альтернативною вартістю при виборі виробництва є втрачений прибуток з оренди. В економічних теоріях альтернативна вартість у таких випадках включається в витрати виробництва.
Термін «альтернативна вартість» увів до наукового обігу економіст Австрійської школи Фрідріх фон Візер (1851–1926) у роботі 1889 р. «Природна цінність» (нім. Der natürliche Wert), тому іноді альтернативну вартість називають «законом Візера».

## Альтернативна вартість в теорії споживання
Вартість споживання в даний момент.

## Альтернативна вартість в теорії виробництва
В теорії виробництва альтернативна вартість часто розглядається як теоретичний показник, який вказує, на скільки одиниць треба зменшити виробництво одного товару, щоб за рахунок вилучених факторів виробити одиницю іншого товару. 
Розрізняють постійну та зростаючу альтернативну вартість. Постійна альтернативна вартість означає, що фактори виробництва є досконалими замінниками, їх використовують в однакових фіксованих пропорціях, щоб виробляти обидва товари. І наприклад подвоєння всіх затрат факторів збільшує обсяг виробництва удвічі. Зростаюча альтернативна вартість — можливість за рахунок вилучених факторів від зменшення виробництва одного товару виробити значно більше іншого товару.